# Magma (matemática)
Em álgebra abstrata, um magma, ou, mais raramente, um grupoide, é um tipo de estrutura algébrica básica. Mais precisamente, um magma consiste de um conjunto munido de uma única operação binária que por definição deve ser fechada, mas que não precisa necessariamente satisfazer axiomas adicionais como associatividade ou comutatividade.

## História e terminologia
O termo grupoide foi introduzido em 1927 por Heinrich Brandt para descrever a estrutura algébrica atualmente conhecida como grupoide de Brandt. O termo foi então apropriado por B. A. Hausmann e  Øystein Ore em 1937 para descrever a estrutura algébrica definida por um conjunto munido de uma operação binária como neste artigo. Em revisões de artigos subsequentes, Brandt se posicionou de forma contrária a essa ambiguidade terminológica. O grupoide introduzido anteriormente por Brandt é de fato um grupoide no sentido usado na teoria de categorias, mas não no sentido introduzido por Hausmann e Ore.
O termo magma foi usado por Jean-Pierre Serre em seu livro Lie Algebras and Lie Groups. O termo aparece também no livro Éléments de Mathématique - Algèbre - Chapitres 1 à 3 publicado por Nicolas Bourbaki.

## Tipos de magmas
Conforme enriquecemos a operação binária de um magma com axiomas, temos:
- Quase-grupo - se a operação de divisão é sempre possível.
- Semigrupo - se a operação é associativa.